# المشاعر المناهضة للكمامة

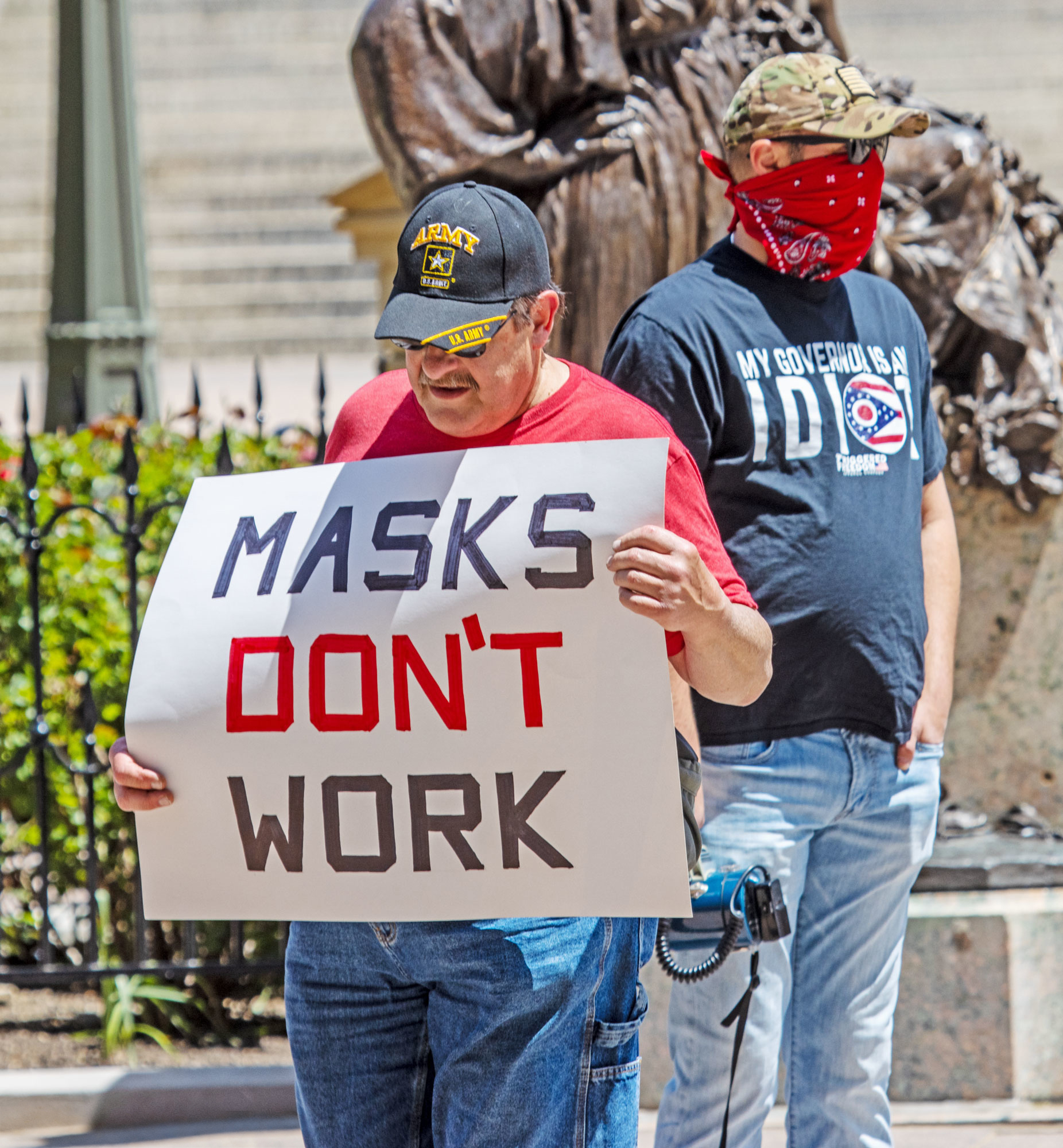
"الكمامات بلا فائدة"، لافتة احتجاجية في أوهايو، الولايات المتحدة، أثناء جائحة فيروس كورونا في مايو 2020

أثناء الأوبئة، يعارض بعض الناس متطلبات الحكومات والمؤسسات بشأن إرتداء أقنعة الوجه (الكمامة) كإجراء للصحة العامة ضد الأمراض. وهذه القواعد تتبع عادةً توصيات خبراء الصحة للحد من انتشار المرض من خلال مثل هذه التدخلات غير الدوائية .
كانت معايير واستثناءات متطلبات أقنعة الوجه قضايا مهمة خلال جائحة فيروس كورونا، حيث فرضت بعض الحكومات ارتداء الأقنعة. وقد تتصاعد فحوى حوادث رفض الكمامة إلى مواجهات من الإساءة اللفظية، أو في الحالات القصوى قد تصبح عنيفة. كما قد يجريالقبض على رافضي القناع المتورطين في مثل هذه المواجهات أو مقاضاتهم جنائياً. وقد شوهدت مقاطع فيديو لهذه الحوادث، التي تحدث في مواقع من متاجر البيع بالتجزئة إلى داخل الطائرات، في الأخبار ووسائل التواصل الاجتماعي وانتشرت كثيرًا.

## تاريخ الظاهرة

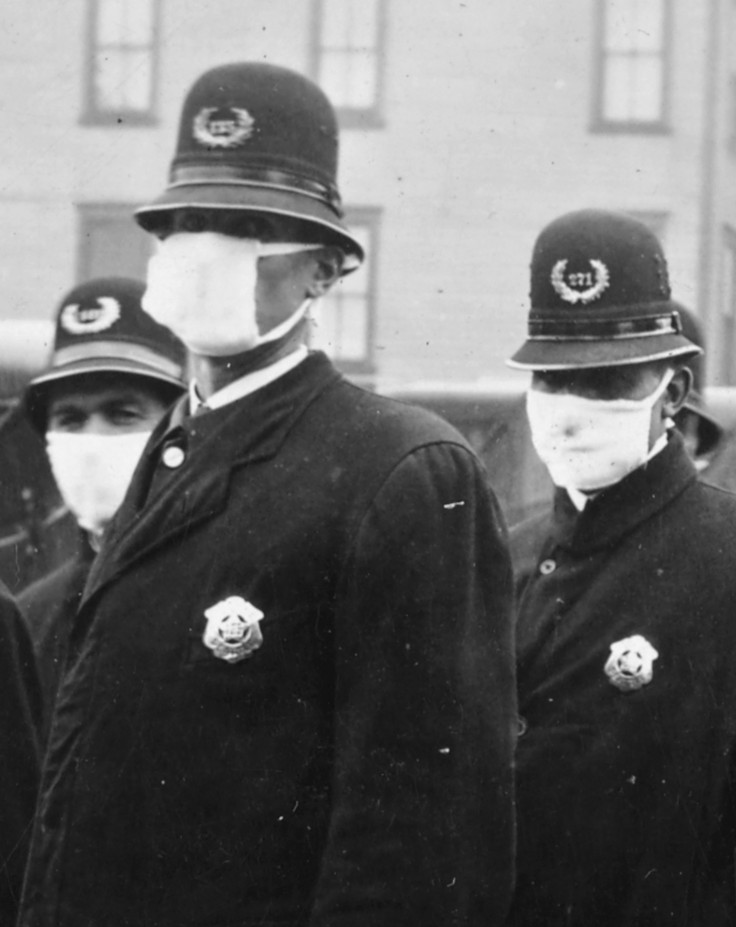
ضباط شرطة سياتل يرتدون أقنعة من الشاش في ديسمبر 1918، أثناء جائحة الأنفلونزا الإسبانية

في السابق، حدثت معارضة لارتداء الأقنعة خلال وباء الإنفلونزا الإسبانية عام 1918. وجرى تشكيل رابطة مكافحة الأقنعة في سان فرانسيسكو من قبل أولئك الذين رفضوا ارتداء أقنعة الوجه. وخلال هذا الوباء، فرضت غرامات قدرها 5 دولارات في سان فرانسيسكو لعدم ارتداء الأقنعة باعتباره انتهاكًا لـ "الإضرار بالسلام"، ودفع العديد من الرافضين لارتداء الأقنعة الغرامات.
كانت معارضة القناع مشهدًا شائعًا في جميع أنحاء العالم خلال جائحة فيروس كورونا حيث أظهر أولئك الذين يعارضون متطلبات تغطية وجوههم احتجاجات وسلوكًا جامحًا في الأماكن العامة بسبب رفضهم اتباع هذا المبدأ التوجيهي. في 26 سبتمبر 2021، قام رجل يدعى يانغ بالاعتداء على عاملة سوبر ماركت في غوشو، تايوان، والتي طلبت منه ارتداء قناع. شرع في قلع عينيها، مما تسبب في انفصال الشبكية واحتمال فقدان البصر. وفي أكتوبر 2021، قامت امرأة تايوانية تُدعى تشين بطعن امرأة أخرى بلقب وانغ أكثر من 10 مرات لطلبها ارتداء قناع. جرى اعتقال تشين بتهمة الشروع في القتل ولكن جرى الإفراج عنه بكفالة في نفس اليوم.

## الخلفية القانونية
لا توجد سابقة قضائية في الولايات المتحدة تنص على أن كيانًا حكوميًا قد يطلب من الأفراد ارتداء أقنعة الوجه في الأماكن العامة. بالنسبة للقوانين، لا يوجد قانون فيدرالي يلزم الأفراد بارتداء أقنعة الوجه في محاولة للحفاظ على الصحة العامة. ومع ذلك، فإن السلطة التنفيذية مخولة بوضع اللوائح اللازمة لمنع انتشار الأمراض داخل الولايات المتحدة وداخلها.
في إطار عمل وزارة الصحة والخدمات الإنسانية، توصي مراكز السيطرة على الأمراض والوقاية منها (CDC) حاليًا بارتداء أقنعة الوجه لإبطاء انتشار جائحة فيروس كورونا. بعد هذا التوجيه، وقع الرئيس بايدن أمرًا تنفيذيًا في يناير 2021 يطالب الأفراد بارتداء أقنعة الوجه في جميع الممتلكات الفيدرالية. بالإضافة إلى ذلك، طلبت إدارة أمن النقل (TSA) من الركاب ارتداء أقنعة الوجه عند السفر على جميع شبكات النقل. لتطبيق هذه القاعدة، فرضت إدارة أمن المواصلات عقوبات مدنية على الركاب الذين رفضوا ارتداء أقنعة الوجه أثناء السفر على شبكات النقل في جميع أنحاء الولايات المتحدة. في 18 أبريل 2022، وجد قاضي محكمة محلية أن مراكز مكافحة الأمراض والوقاية منها تفتقر إلى سلطة إصدار مثل هذا التفويض، وأنه بالإضافة إلى ذلك، لم يجري اتباع الإجراءات المناسبة لوضع القواعد المطلوبة بموجب قانون الإجراءات الجنائية، وتم إلغاء المطلب.

## الأسباب
تتنوع الأسباب التي قدمها الأشخاص الذين يرفضون ارتداء أقنعة الوجه بشكل كبير، بما في ذلك: الخطر المحتمل لارتداء أقنعة الوجه بسبب مشاكل صحية شخصية، أو الانزعاج الجسدي، أو غياب أو عدم ظهور أعراض جائحة فيروس كورونا التي أظهرها الفرد، عدم الفعالية في الحد من انتقال جائحة فيروس كورونا، أو المبالغة المزعومة في تهديدات الفيروس، بينما يعترض آخرون على امتلاك الحكومات القدرة على إجبار الناس على ارتداء أغطية الوجه، مثل تمرير تفويضات معينة تتطلب من السكان ارتدائها. لا يرتدي بعض الأشخاص أقنعة الوجه لأسباب طبية ويجري إعفاؤهم قانونًا من الاضطرار إلى ارتدائه.
اعتبر البعض ارتداء الأقنعة مثالاً على الانقسام بين الأجيال، حيث يُنظر إلى كبار السن الذين رفضوا ارتداء الأقنعة على أنهم أنانيون. بالإضافة إلى ذلك، يُنظر إلى الرجال على أنهم أكثر عرضة لرفض ارتداء الأقنعة، حيث يعتبرونها تهديدًا لرجولتهم. يرتبط رفض ارتداء أقنعة الوجه أيضًا بالجدل حول استخدام اللقاح أو المشاعر المناهضة للتطعيم، أو التحفظ السياسي، السكن الريفي، وعدم الالتزام بقواعد النظافة العامة، أو إرشادات التباعد الاجتماعي. تشمل العوامل الأخرى التي قد تجعل الناس أقل عرضة لارتداء الأقنعة معدل الوفيات المنخفض بسبب المرض الوبائي في مسقط رأس المرء، وانخفاض ارتداء الأقنعة بين أقرانهم.
كانت هناك معارضة كبيرة لارتداء القناع للأطفال الصغار، حيث أعرب عدد من الباحثين في مجال الصحة العامة والمعلمين وأولياء الأمور عن قلقهم بشأن التأثيرات على تطور لغة الأطفال وتطورهم العاطفي الاجتماعي.

## العواقب
يمكن أن تتراوح العواقب الاجتماعية لرفض ارتداء قناع أو ارتداء قناع بشكل غير لائق من أي شيء من التشهير العلني (بما في ذلك استدعاء النساء اللواتي يرفضن ارتداء الأقنعة " كارينز " )، أو الطرد أو المنع من مؤسسة إما مؤقتًا أو بشكل دائم، والملاحقة الجنائية.

## أنظر أيضا
- أقنعة الوجه خلال جائحة فيروس كورونا 2019-20